# Peiraios 260
Peiraios 260  (griechisch Πειραιώς 260 Pireós 260), vollständiger Name Festivál Athinón Pireos 260 (Φεστιβάλ Αθηνών Πειραιώς 260, englisch Athens Festival Peiraios 260) ist ein Kultur- und Veranstaltungszentrum in Tavros, einer Vorstadt der griechischen Hauptstadt Athen. In dem Gebäude in der Odos Pireos 260 (Οδός Πειραιώς) befand sich ehemals die Büromöbelfabrik Tsaousoglou. In der Nähe befindet sich die Hochschule der Bildenden Künste Athen.

## Geschichte und Beschreibung
Der in den 1970er Jahren errichtete Komplex ist ein typisches Beispiel für die Industriearchitektur jener Zeit. Es besteht aus großen Gebäuden und Hallen, die aufgrund ihrer Architektur vom Ministerium für Kultur und Sport unter Denkmalschutz gestellt wurden. Früher befand sich hier eine Büromöbelfabrik, die geschlossen wurde und in den Besitz der griechischen Nationalbank überging. Im Jahr 2006 wurde ein Teil des Geländes auf Initiative des künstlerischen Leiters des Festivals, Giorgos Loukos, und nach einer Vereinbarung mit der griechischen Nationalbank dem Athens – Epidaurus Festival übertragen.
In der Folge richtete das Festival 4 neue Theaterbühnen in dem Gebäude ein. Das Ziel von Loukos war es, das Festival für die Öffentlichkeit zu öffnen, indem andere Spielstätten als das Herodes Atticus Konservatorium, das antike Theater von Epidaurus und das Theater von Palea Epidaurus genutzt wurden.
Zu Beginn der 2010er Jahre wurde die Möglichkeit diskutiert, einen Teil des Geländes an das Ministerium für Kultur und Sport abzutreten, ein Prozess, der voraussichtlich im Jahr 2025 abgeschlossen sein wird.